# Малави на летних Олимпийских играх 1992
Малави принимала участие в Летних Олимпийских играх 1992 года в Барселоне (Испания) в четвёртый раз за свою историю, но не завоевала ни одной медали. Сборную страны представляла 1 женщина.